# 一心向前 (アルバム)
『一心向前』（イシンシャンチェン）は、SNH48の1枚目のオリジナル・アルバム。2014年5月10日に豪華版、同年5月16日に通常版が発売された。SNH48としては、各チームが行う劇場公演での楽曲を収録したアルバムを販売していないため初のアルバムとなった。
歌詞はサビの決め台詞以外は中国語に翻訳されている。

## 構成
通常版、豪華版、普通應援版と全員應援版の計4形態でのリリース、それぞれジャケットや封入特典が異なるが、CD収録曲は4形態共通。CDの収録曲数は10曲。初収録曲は3曲。
特典として、通常版には生写真1枚、握手会参加券1枚とSNH48 1st選抜総選挙投票用シリアルナンバーカード1枚、豪華版には生写真3枚、握手会参加券2枚、写真集一冊とSNH48 1st選抜総選挙投票用シリアルナンバーカード3枚、普通應援版にはSNH48 1st選抜総選挙投票用シリアルナンバーカード8枚、全員應援版にはSNH48 1st選抜総選挙投票用シリアルナンバーカード48枚が付いた。

## 収録トラック
| #   | タイトル                                  | 作詞              | 作曲         | 編曲                     |
| --- | ----------------------------------------- | ----------------- | ------------ | ------------------------ |
| 1.  | 「一心向前」(チームNII)                   | 秋元康/           | 古城康行     | 板垣祐介                 |
| 2.  | 「遙遠的彼岸」(チームSII)                 | 秋元康/           | 久次米真吾   | 野中"まさ"雄一           |
| 3.  | 「櫻花書籤」(チームSII)                   | 秋元康/           | 上杉洋史     | 光田健一                 |
| 4.  | 「生命之風」(チームSII)                   | 秋元康/張暢       | 河原嶺旭     | 河原嶺旭、野中"まさ"雄一 |
| 5.  | 「劇場女神」(チームSII)                   | 秋元康/           | 佐々倉有吾   | 市川裕一                 |
| 6.  | 「無尽旋転」(チームNII)                   | 秋元康/苟慶、顧瑞 | 山崎燿       | 田中ユウスケ             |
| 7.  | 「開拓者」(チームSII)                     | 秋元康/張暢       | 井上ヨシマサ | 井上ヨシマサ             |
| 8.  | 「飛翔入手」(チームNII、歌詞を書き換え)   | 秋元康/           | すみだしんや | 生田真心                 |
| 9.  | 「激流之戦」(チームNII、歌詞を書き換え)   | 秋元康/           | 井上ヨシマサ | 井上ヨシマサ             |
| 10. | 「馬尾與髮圈」(チームNII、歌詞を書き換え) | 秋元康/           | 多田慎也     | 生田真心                 |

## 歌唱メンバー
「一心向前」（チームNII）
（センター：萬麗娜）
陳嘉瑤、陳佳瑩、董艶芸、馮薪朶、龔詩淇、黄婷婷、何曉玉、鞠婧禕、羅蘭、林思意、陸婷、李藝彤、孟玥、唐安琪、萬麗娜、徐言雨、易嘉愛、趙粵、曽艶芬
「遙遠的彼岸」（チームSII）
陳觀慧、陳思、戴萌、宮澤佐江、蔣芸、孔肖吟、鈴木まりや、李宇琪、莫寒、錢蓓婷、邱欣怡、孫芮、沈之琳、温晶婕、呉哲晗、徐晨辰、許佳琪、徐子軒、袁雨楨、趙嘉敏、張語格
「櫻花書籤」（チームSII）
陳觀慧、陳思、戴萌、宮澤佐江、蔣芸、孔肖吟、鈴木まりや、李宇琪、莫寒、錢蓓婷、邱欣怡、孫芮、沈之琳、温晶婕、呉哲晗、徐晨辰、許佳琪、徐子軒、袁雨楨、趙嘉敏、張語格
「生命之風」（チームSII）
陳觀慧、陳思、戴萌、蔣芸、孔肖吟、李宇琪、莫寒、錢蓓婷、邱欣怡、孫芮、温晶婕、呉哲晗、徐晨辰、許佳琪、趙嘉敏、張語格
「劇場女神」（チームSII）
陳觀慧、陳思、戴萌、宮澤佐江、蔣芸、孔肖吟、鈴木まりや、李宇琪、莫寒、錢蓓婷、邱欣怡、孫芮、沈之琳、温晶婕、呉哲晗、徐晨辰、許佳琪、徐子軒、袁雨楨、趙嘉敏、張語格
「無尽旋転」（チームNII）
陳嘉瑤、陳佳瑩、董艶芸、馮薪朶、龔詩淇、黄婷婷、何曉玉、鞠婧禕、羅蘭、林思意、陸婷、李藝彤、孟玥、唐安琪、萬麗娜、徐言雨、易嘉愛、趙粵、曽艶芬
「開拓者」（チームSII）
陳觀慧、陳思、戴萌、蔣芸、孔肖吟、李宇琪、莫寒、錢蓓婷、邱欣怡、孫芮、温晶婕、呉哲晗、徐晨辰、許佳琪、趙嘉敏、張語格
「飛翔入手」（チームNII）
陳嘉瑤、陳佳瑩、董艶芸、馮薪朶、龔詩淇、黄婷婷、何曉玉、鞠婧禕、羅蘭、林思意、陸婷、李藝彤、孟玥、唐安琪、萬麗娜、徐言雨、易嘉愛、趙粵、曽艶芬
「激流之戦」（チームNII）
陳嘉瑤、陳佳瑩、董艶芸、馮薪朶、龔詩淇、黄婷婷、何曉玉、鞠婧禕、羅蘭、林思意、陸婷、李藝彤、孟玥、唐安琪、萬麗娜、徐言雨、易嘉愛、趙粵、曽艶芬
「馬尾與髮圈」（チームNII）
陳嘉瑤、陳佳瑩、董艶芸、馮薪朶、龔詩淇、黄婷婷、何曉玉、鞠婧禕、羅蘭、林思意、陸婷、李藝彤、孟玥、唐安琪、萬麗娜、徐言雨、易嘉愛、趙粵、曽艶芬